# Kabupaten Sumba Barat
Kabupaten Sumba Barat är ett kabupaten i Indonesien.   Det ligger i provinsen Nusa Tenggara Timur, i den södra delen av landet, 1 400 km öster om huvudstaden Jakarta. Antalet invånare är 110 993. Kabupaten Sumba Barat ligger på ön Pulau Sumba.